# Амфіумові
Амфіумові (Amphiumidae) — родина земноводних з підряду Salamandroidea ряду хвостаті. Має 1 рід та 3 види.

## Опис
Це великі амфібії, довжина тіла яких досягає 1 м. Амфіумові наділені довгим вугреподібним тулубом, з двома парами дуже маленьких слабких кінцівок. Кількість пальців коливається від 1 до 3 у залежності від виду. У личинок розвинені зовнішні зябра, у дорослих особин вони відсутні, але залишається пара зябрових щілин. Очі дуже маленькі, вік немає. Забарвлення верхньої сторони тіла темна, черевної — світла.

## Спосіб життя
Це виключно водні амфібії. Вони мешкають в різних стоячих водоймах. Активні вночі. Живляться рибою, молюсками, ракоподібними та іншими земноводними.
Це яйцекладні земноводні. Розмножуються 1—2 рази на рік. Самиця відкладає ікру на суші у вологі місця. Ікра розвивається близько 5 місяців, потім личинка ще близько 5 місяців зростає до дорослої особини. У личинок кінцівки розвинені помітно краще, ніж у дорослих.

## Розповсюдження
Поширені у південно-східній частині США.

## Рід та види
- Амфіума
  - Amphiuma means
  - Amphiuma pholeter
  - Amphiuma tridactylum